# Jozef Fehrenbach
Frans Jozef Fehrenbach, époux de Victoria Fornara, né le 15 août 1880 à Geel et y décédé le 15 janvier 1950, fut un homme politique belge catholique, membre du CVP.
Vergeylen fut instituteur et receveur communal.
Il fut élu conseiller communal (1932-), échevin (1936-1944) et bourgmestre (1944-50) de Geel; sénateur provincial (1939-46) de la province d'Anvers.
Il fut créé chevalier de l'ordre de Léopold.

## Sources
- Bio sur ODIS